# Inosemzewo
Inosemzewo (russisch Инозе́мцево) ist eine Siedlung städtischen Typs in der nordkaukasischen Region Stawropol in Russland mit 28.398 Einwohnern (Stand 14. Oktober 2010).

## Geografie
Die Siedlung liegt am Nordrand des Großen Kaukasus knapp 200 Kilometer südöstlich der Regionshauptstadt Stawropol am Oberlauf kleinerer rechter Zuflüsse der Kuma.
Unmittelbar westlich von Inosemzewo erhebt sich der 1400 Meter hohe Berg Beschtau, südlich der 993 Meter hohe Maschuk. Gut fünf Kilometer südwestlich von Inosemzewo liegt die Großstadt Pjatigorsk.
Inosemzewo gehört zum Stadtkreis des acht Kilometer nordwestlich gelegenen Schelesnowodsk und hat letzteres mittlerweile in der Bevölkerungszahl überholt.

## Geschichte
1802 wurde das von Tataren, Kabardinern und Abasinen bewohnte Dorf Karras an Stelle des heutigen Inosemzewo erstmals von den schottischen Missionaren Henry Brunton und Alexander Paterson in Begleitung des Susu Jellorum Harrison (aus dem heutigen Guinea) besucht. Diese gründeten hier mit Erlaubnis des Zaren Alexander I. 1806 eine Missionssiedlung, um die ansässigen moslemischen Einwohner zum Christentum zu bekehren. Die Mission bestand bis 1835 und nannte sich offiziell Schotlandskaja kolonija (Schottische Kolonie), umgangssprachlich Schotlandka, eine Bezeichnung, die auch später noch benutzt wurde.
Bereits ab 1809 trafen zudem die ersten wolgadeutschen Umsiedler ein. 1819 gründeten diese in der Nähe eine selbständige Kolonie mit Namen Nikolajewskaja. In Folge stellten Deutsche den weitaus größten Teil der Einwohner der beiden Siedlungen.
Bald wurden die beiden deutschen Siedlungen zu beliebten Ausflugsorten für die Kurgäste aus dan nahen Heilbädern Pjatigorsk und Schelesnowodsk. Hier weilten u. a. die Dichter Alexander Puschkin und Michail Lermontow. Lermontow verbrachte hier im Kaffeehaus der Deutschen Gottlieb und Anna Roschke den Abend vor seinem Duelltod am Berg Maschuk 1841.
Im September 1941 wurden die deutschen Einwohner der Siedlungen (zu diesem Zeitpunkt 90 Prozent der Bewohner) in den asiatischen Teil der Sowjetunion deportiert.
1959 wurden Karras und Nikolajewka vereinigt und erhielten den Status einer Siedlung städtischen Typs. Gleichzeitig erfolgte die Umbenennung zu Ehren des Ingenieurs und langjährigen Direktors der Wladikawkaser, später Nordkaukasus-Eisenbahn und Initiatoren des Baus der Zweigstrecke nach Kislowodsk Iwan Inosemzew (1843–1913), welcher in seinen letzten Lebensjahren hier lebte.

### Bevölkerungsentwicklung
| Jahr | Einwohner |
| ---- | --------- |
| 1806 | 500       |
| 1897 | 1.500     |
| 1926 | 3.207     |
| 1959 | 12.070    |
| 1970 | 16.177    |
| 1979 | 17.755    |
| 1989 | 21.358    |
| 2002 | 27.110    |
| 2010 | 28.398    |

Anmerkung: ab 1897 Volkszählungsdaten

## Wirtschaft und Infrastruktur
Inosemzewo ist heute wie die umgebenden Städte hauptsächlich Erholungs- und Kurort, wenn auch weniger bedeutend und bekannt. Daneben gibt es Betriebe der Bauwirtschaft und der Lebensmittelindustrie.
Die Siedlung liegt an der Eisenbahnstrecke Mineralnyje Wody–Pjatigorsk–Kislowodsk (Stationen Inosemzewo und Maschuk).
Durch Inosemzewo führt die Fernstraße M29 Rostow am Don–aserbaidschanische Grenze.